# Monostorszeg
Monostorszeg (szerbül Бачки Моноштор / Bački Monoštor, horvátul Monoštor) főként horvátok (sokácok) által lakott település Szerbiában, a Vajdaságban, a Nyugat-bácskai körzetben.

## Fekvése
Zombortól 15 km-re nyugatra, a Duna bal partján fekszik a horvát határ mellett. A település határában folyik a Kígyós-főcsatorna.

## Története
Nevét a határában feküdt Bodrog város Szent Péter tiszteletére szentelt bodrog-monostori apátságáról kapta. A egykori Bodrog város szigetében állott egykor a szentkereszti apátság is. Bodrog vára a magyar honfoglalás előtt a szláv Zalán vezér székvárosa volt. A magyarok legyőzték Zalán seregét, Bodrog várát pedig elfoglalták. A vármegyeszervezés idején I. István Bodrogot az azonos nevű vármegye székhelyévé tette. Itt töltötte 1095 húsvétját Szent László király, itt fogadta a clermonti zsinat küldöttségét megígérve, hogy keresztes hadjáratot indít a Szentföldre. A hadjáratra a király halála miatt soha nem került sor. 1241-ben a tatárok Bodrogot is megostromolták, és miután bevették, teljesen lerombolták. A település azonban kiheverte a pusztítást és 1256-ra újjáépült. 1522-ben Bodrognak 147 háza volt, azonban 1526-ban a török elpusztította. 1590-ben mindössze 14 ház állt itt, később pedig már nem is említik. A 17. században lakatlan hely, csak a 18. században telepítik újra a mai helyén horvát, német és magyar telepesekkel. 1910-ben 5690 lakosából 1058 magyar, 1214 német és 3378 sokác volt. A trianoni békeszerződésig Bács-Bodrog vármegye Apatini járásához tartozott. A falut 1944-ben a németek fel akarták égetni. A falu plébánosa ekkor megfogadta, hogy ha megmenekülnek, minden hónapban megtartják 13-át a Fatimai Miasszonyunk tiszteletére. Azóta a templom egy fatimai kegyszobormásolatot is kapott.

## Természet

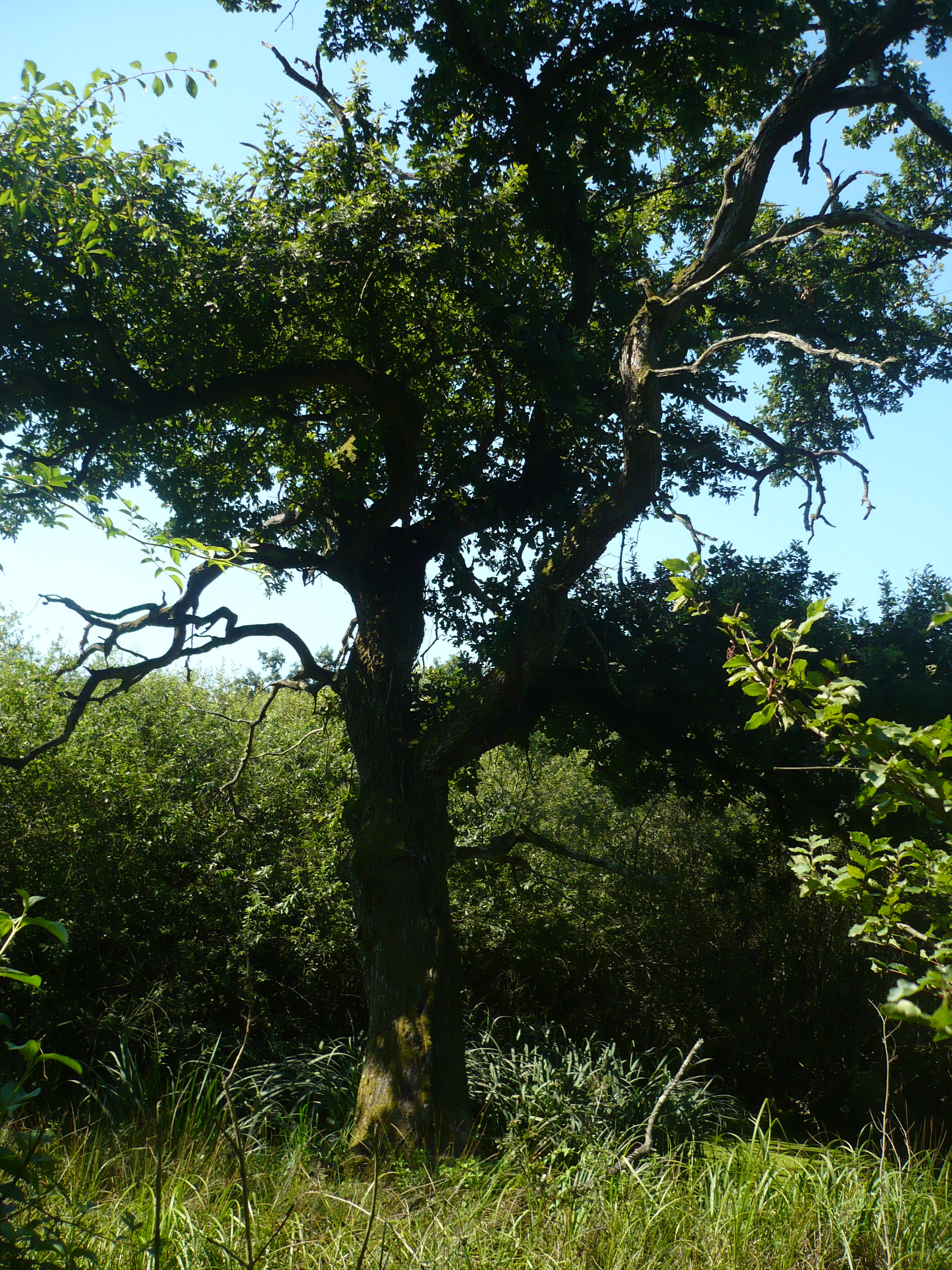
Idős Tölgy a "Kozara" erdőben

Bezdán, Zombor és Monostorszeg között terül el a Nagy Tölgyerdő (népi nevén "Kozara"), amely számos vadászt és relaxálni kívánó  hírességet vonz, köztük Ralf Schumacher-t és a volt jugoszláv államfőt Josip Broz Tito-t, aki egy villát is emeltetett az erdő szélén. 1980-ban bekövetkezett haláláig Tito többször is vadászott az erdőben. A villa (Villa Strbac) ma is megtekinthető, Vadász Szállásként üzemel. A tölgyes vadállománya nagyon gazdag, több rekord méretű agancsot viselő gímszarvast is levadásztak e helyen. A legnagyobb agancs 248,55CIC pontot ért és 1971-ig (20 évig) világrekord volt. A szarvasok mellett vaddisznók, fácánok, nyulak, borzok, rókák is élnek a sűrűben. 1880-ban Donoszlovics Vilmos Bodrogvár után kutatva a kozarai erdőben egy hajdani vár romjaira talált. A romokat Bodrogváréval azonosította, azonban Donoszlovics tévedett. A romok a középkori Bartány várhoz tartoztak. Az erdőben ma néhány kősánc emlékeztet az egykori erődre. A természetvédelmi terület 11507 hektáron terül el, ebből 5175ha erdő, 4100ha rét és legelő, 900ha mocsár és nádas, valamint 468ha cserjés terület.

## Népesség

### Demográfiai változások
| 1948 | 1953 | 1961 | 1971 | 1981 | 1991 | 2002 | 2011 |
| ---- | ---- | ---- | ---- | ---- | ---- | ---- | ---- |
| 4555 | 4635 | 4560 | 4590 | 4432 | 4205 | 3920 | 3485 |

## Híres személyek
- Itt született 1827-ben Mokry Endre (1827-1889) mérnök.
- Itt született 1832-ben Mokry Sámuel tanár, búzanemesítő.
- Itt született 1879-ben Weinberger József (Vermes József) műépítész